# Arugisa albipuncta
Arugisa albipuncta är en fjärilsart som beskrevs av George Francis Hampson 1926. Arugisa albipuncta ingår i släktet Arugisa och familjen nattflyn. Inga underarter finns listade i Catalogue of Life.